# Mošeja Omajadov
Mošeja Omajadov, uradno sicer Velika damaščanska mošeja, je največja znamenitost Damaska in ena najpomembnejših mošej v islamskem svetu; najpomembnejše so mošeje Kaba v Meki, Prerokova mošeja (al-Masjid an-Nabawi) v Medini in mošeja Al Aksa (arabsko Al-Masjid al-Aqsa - 'najbolj oddaljena mošeja') ali Mošeja na skali v Jeruzalemu.

## Zgodovina
Na mestu današnje mošeje so Aramejci že v 2. tisočletju pr. n. št. postavili svetišče Hadadu, bogu dežja in rodovitnosti. Kasneje so Rimljani ta tempelj posvetili Jupitru in ga povečali. Ko je krščanstvo postalo uradna religija Rimskega imperija, najverjetneje v času Teodozija, so Jupitrov tempelj posvetili v cerkev Janeza Krstnika. Leta 636, ko so Arabci osvojili Damask, so spočetka kristjanom še dovolili opravljanje verskih obredov, hkrati so svetišče uporabljali tudi muslimani, ki so ob južni steni postavili proti Meki obrnjen mihrab.
Leta 661, v obdobju dinastije Omajadov, je Damask postal prostolnica velikega islamskega imperija in začeli so se vrstiti pritiski, naj svetišče postane izključno muslimansko. Kalif Kalid ibn al-Valid je od kristjanov odkupil cerkev in leta 708 so pričeli graditi mošejo, ki naj bi simbolizirala Validovo moč. Gradilo jo je več kot 1200 grških stavbenikov iz Konstantinopla, ki so morali prezidati cerkev, pri tem ohraniti obzidje in uporabiti najlepše stebre, ki so jih iz propadlih rimskih mest pripeljali v Damask. Uporabili so najdragocenejši marmor, molilne niše so okrasili z dragimi kamni in celo mošejo s 600 zlatimi svetilkami, ki se niso obdržale dolgo. Ko so po približno desetletju dokončali ta takrat največji spomenik islamu, so bojda potrebovali 18 mul, da so kalifu prinesli vse račune.
Od te prvotne mošeje se do danes ni ohranilo skoraj nič. Skozi stoletja so jo uničevali potresi, požari in ropanja (tolpe pod vodstvom mongolskega kana Timurja) in vsakič so jo obnovili in nekoliko spremenili. Po velikem požaru, ki je leta 1893 uničil velik del molilnih prostorov, so se otomanske oblasti lotile obširne obnove in velik del izvirnega okrasja in lepote je bil za vedno izgubljen.

## Mošeja danes
Osrednji prostor za molitve je v južnem delu mošeje in je v veliki meri rezultat obnove po letu 1893, sestavljen iz treh vzdolžnih ladij, najverjetneje še kot ostanek krščanske bazilike. Tla prekrita s preprogami, ki danes predstavljajo še najdragocenejši inventar mošeje, saj jih je nekaj starih več stoletij. Nad prečno ladjo v sredini se dviguje orlovska kupola (kupola naj bi predstavljala orlovo glavo, prečna ladja telo, vzhodni in zahodni del molilnice pa krila), ki jo podpirajo štirje stebri. Vzhodno od kupole se nahaja oltar Janeza Krstnika (za muslimane je bil prerok Jehija), danes v obliki marmornate grobnice s kupolo, pred 1893 je bil lesen. Po legendi naj bi med gradnjo mošeje izkopali svetnikovo glavo s še vedno ohranjeno kožo in lasmi. Pristnost te relikvije sicer ni dosti verjetna, ker se poleg Damaska z njo ponaša še kar nekaj krajev.
Severni del mošeje zaseda prostrano dvorišče približne velikosti 50×120 m. Na njegovi sredini je vodnjak za obredno umivanje, v vzhodnem delu je kupola ur iz 18. ali 19. stoletja, osemkotna struktura z osmimi korintskimi stebri, ki nosijo kupolo. Kot pove ime, so nekdaj tu hranili mošejino zbirko ur.
V zahodnem delu dvorišča se nahaja podobna, a nekoliko večja struktura kupola zakladnice, kjer so včasih hranili mošejine dragocenosti. Verjetno jo je leta 788 dal postaviti Fadil ibn Salih, takratni abasidski guverner Damaska. Struktura je okrašena z mozaiki z rastlinskimi motivi in so najverjetneje nastali v 13. ali 14. stoletju.
Dvorišče je v celoti obdano z arkadami. Na zunanji severni steni prečne ladje molinice se nahaja mozaik, ki je pri izvirni mošeji verjetno krasil celotno dvorišče. Še večji mozaik (dolžine 37 m) se nahaja na zahodni arkadi dvorišča. Na njem so upodobljeni pravljični motivi stolpov in kupol med listnatimi drevesi. Učenjaki si še niso enotni, kaj naj bi predstavljali, med Damaščani pa velja, da predstavlajo dolino reke Barada in raj, kakršnega si naj bi Mohamed predstavljal v Damasku. Zaradi tega mozaiku pravijo tudi baradska plošča.
Vzhodno od dvorišča se nahaja Huseinov oltar. Tu naj bi bila shranjena glava šiitskega mučenika Huseina (Mohamedov pravnuk in sin preroka Alija), ki je bil ubit v bitki pri Karbali in je omajadski kalif Jazid njegovo glavo v znak ponižanja prenesel v Damask. Danes je ta oltar ena izmed ciljev šiitskih romarskih poti.
Mošeja ima tri minarete. Ob severni stranici stoji Nevestin minaret. S spodnjim delom iz 9. stoletja, zgornji del pa izhaja iz 12. stoletja. Ime je dobil po legendi, ker naj bi gradnjo financiral trgovec kot doto svoje hčere, ki se je poročila s takratnim kalifom. Za najlepšega velja minaret Al-Gharbije, ki stoji na jugozahodnem vogalu mošeje. Na njem so opazni za mameluško obdobje tipični egipčanski motivi. Po sultanu, ki ga je leta 1488 postavil, mu pravijo tudi minaret Qait Bey. Najvišji je Jezusov minaret (Madinat Isa). Glavni del izvira iz časov Ajubidov, ki so leta 1247 z njim nadomestili prejšnji omajadski minaret, vrh je iz turških časov. Po lokalni tradiciji naj bi se na sodni dan Kristus ravno tam spustil na Zemljo. Po nepotrjenih domnevah naj bi jugozahodni in jugovzhodni minaret stala na temeljih starejših rimskih stolpov, kar nekateri učenjaki zavračajo, češ da noben drug rimski tempelj ni imel na vogalih stolpov.
Mošeja ima na vsaki strani po en vhod. Na severno stranico dvorišča vodi Bab al-Amara, ki je tudi edini vhod, kjer lahko vstopijo nemuslimanski obiskovalci. Na dvorišče vodita tudi Bab al-Barid z zahoda in Bab al-Navfarah z vzhoda. Rimski trojni prehod (z grškim napisom) na sredini južne stranice je danes zapečaten, zato pa je možno neposredno v molilnico vstopiti skozi Bab al-Zijadeh poleg minareta al-Gharbije.
V okolici mošeje se nahaja še nekaj medres, ob severozahodnem vogalu je tudi Saladinov mavzolej.
- Kupola zakladnice
- Mozaik na zunanji strani prečne ladje
- Del mozaika na zahodni steni dvorišča z domnevnimi podobami raja
- Severna arkada dvorišča in Nevestin minaret
- Minaret al-Gharbije
- Jezusov minaret
- Oltar Janeza Krstnika (iz leta 1943)